# Sebastian Dirnberger
Sebastian Dirnberger (* 20. Oktober 1997) ist ein österreichischer Fußballspieler.

## Karriere
Dirnberger begann seine Karriere beim SV Weyer. Zwischen 2008 und 2009 spielte er als Kooperationsspieler beim SV Gaflenz und kehrte daraufhin wieder zum SV Weyer zurück. 2011 kam er in die Akademie der SV Ried, in der er bis 2014 spielte. Im März 2015 debütierte er für die Amateure von Ried in der OÖ Liga, als er am 16. Spieltag der Saison 2014/15 gegen die SU St. Martin in der Startelf stand. In der Saison 2015/16 gehörte Dirnberger zum Bundesligakader der Rieder, kam allerdings zu keinem Einsatz. Im Oktober 2015 erzielte er bei einer 4:2-Niederlage gegen den SC Marchtrenk seinen ersten Treffer in der OÖ Liga.
Zur Saison 2017/18 wechselte er zum Regionalligisten SK Vorwärts Steyr. Sein erstes Spiel in der Regionalliga absolvierte er im Juli 2017, als er am ersten Spieltag jener Saison gegen die Union St. Florian in der Startelf stand. Zu Saisonende stieg er mit Steyr in die 2. Liga auf. In der Aufstiegssaison kam er zu 18 Einsätzen in der Regionalliga.
Sein Debüt in der zweithöchsten Spielklasse gab er im August 2018, als er am fünften Spieltag der Saison 2018/19 gegen den SV Horn in der 31. Minute für Lukas Gabriel eingewechselt wurde. Zur Saison 2019/20 wechselte er zum Ligakonkurrenten SKU Amstetten. In Amstetten kam er in fünf Jahren zu insgesamt 120 Zweitligaeinsätzen. Zur Saison 2024/25 wechselte Dirnberger weiter innerhalb der Liga zu Schwarz-Weiß Bregenz.